# 今永文男
今永 文男（いまなが ふみお、1928年2月22日 - 2000年8月30日）は、日本の経営者。日本水産社長を務めた。

## 来歴・人物
福岡県出身。1948年に水産講習所を卒業し、同年に日本水産に入社。1977年6月に取締役に就任し、1980年6月に常務、1983年6月に専務、1985年6月に副社長を経て、1986年6月に社長に就任。1991年6月に取締役相談役に就任し、1993年6月から相談役を務めた。
2000年8月30日膵癌のために死去。72歳没。